# Michał Śliwiński
Michał Śliwiński (ukrainisch Михайло Ярославович Слівінський, deutsche Transkription Mychajlo Jaroslawowytsch Sliwinskyj; * 5. Februar 1970 in Dobrotwir, Ukrainische SSR) ist ein ehemaliger polnischer Kanute, der zuvor für die Sowjetunion bzw. die Ukraine antrat.

## Karriere
Michał Śliwiński nahm fünfmal an Olympischen Spielen teil, die ersten vier Male im Einer-Canadier auf der 500-Meter-Strecke. Bei seinem Olympiadebüt 1988 in Seoul gewann er unter sowjetischer Flagge zunächst sowohl seinen Vor- als auch seinen Halbfinallauf, ehe er sich im Finale erstmals geschlagen geben musste. Er erreichte in 1:57,26 Minuten das Ziel und war dabei 0,8 Sekunden langsamer als Olaf Heukrodt aus der DDR. Vier Jahre darauf trat er bei den Olympischen Spielen in Barcelona für das Vereinte Team an. Erneut siegte er in seinem Vorlauf und seinem Halbfinallauf. Im Endlauf überquerte er nach 1:51,40 Minuten hinter Nikolaj Buchalow aus Bulgarien und diesmal vor Olaf Heukrodt als Zweiter die Ziellinie und gewann eine weitere Silbermedaille.
1996 in Atlanta startete Śliwiński für die erstmals an Olympischen Spielen teilnehmende ukrainische Mannschaft. Nach Rang vier im Vorlauf zog er aufgrund eines Sieges im Halbfinale in sein drittes olympisches Finale ein. In diesem verpasste er als Vierter knapp einen weiteren Medaillengewinn, er kam eine Sekunde nach dem drittplatzierten Imre Pulai ins Ziel. Auch bei den Olympischen Spielen 2000 in Sydney erreichte er über den Hoffnungslauf und nach einem dritten Platz im Halbfinale den Endlauf. In 2:33,129 Minuten schloss er diesen auf dem siebten Rang ab. Nunmehr für Polen antretend ging Śliwiński 2004 in Athen mit Łukasz Woszczyński im Zweier-Canadier auf der 1000-Meter-Strecke an den Start. Als Dritte ihres Vorlaufs qualifizierten sie sich direkt für das Finale, in dem sie letztlich Fünfte wurden.
Bei Weltmeisterschaften gelang Śliwiński im Einer-Canadier über 500 Meter 1989 in Plowdiw, 1990 in Posen und 1991 in Paris jeweils der Titelgewinn. Danach sicherte er sich im Einer-Canadier sieben Bronzemedaillen: 1994 wurde er in Mexiko-Stadt ebenso über 200 und 500 Meter Dritter wie 1997 in Dartmouth und 1998 in Szeged. 1995 in Duisburg gelang ihm über 200 Meter die Podestplatzierung. Bei den Weltmeisterschaften 2001 in Posen folgte im Einer-Canadier über 200 Meter zunächst eine weitere Bronzemedaille, ehe er im Zweier-Canadier mit Marcin Kobierski über 1000 Meter seine vierte Goldmedaille gewann. Die beiden verteidigten ein Jahr darauf in Sevilla ihren Titel, außerdem belegte Śliwiński im Vierer-Canadier über 500 Meter den dritten Platz. In dieser Disziplin verbesserte er sich 2003 in Gainesville auf den zweiten Platz. 2005 schloss er in Zagreb den Wettkampf über 500 Meter wiederum auf dem dritten Rang ab und sicherte sich über 1000 Meter seinen sechsten Weltmeistertitel.
Insgesamt fünf Medaillen gewann Śliwiński bei Europameisterschaften. 1997 wurde er in Plowdiw im Einer-Canadier über 200 Meter ebenso Dritter wie 2000 in Posen im Vierer-Canadier auf der 200-Meter-Strecke. Mit Marcin Kobierski gewann Śliwiński 2002 in Szeged die Silbermedaille im Zweier-Canadier auf der 1000-Meter-Distanz. Zwei Jahre darauf gelang ihm in Posen in dieser Disziplin mit Łukasz Woszczyński der Titelgewinn. 2005 gewannen sie an selber Stelle auf der 500-Meter-Strecke die Silbermedaille.